# Dendrobeania multiseriata
Dendrobeania multiseriata is een mosdiertjessoort uit de familie van de Bugulidae. De wetenschappelijke naam van de soort is voor het eerst geldig gepubliceerd in 1925 door O'Donoghue.